# Macintosh LC
A Macintosh LC asztali számítógépet az Apple gyártotta és forgalmazta 1990. október 15. és 1992. március 23. között 17 hónapon keresztül. A Macintosh LC a Macintosh LC számítógép-családba tartozott.

## Története
Az LC az alacsony költség (low cost) rövidítése. A gépet az amerikai piacra szánták, és egy 16 MHz-es Motorola 68020-as processzort tartalmazott. Újratervezték a házat, és az egyik első Mac gép volt, amelyhez mikrofon is tartozott. Egy új PDS bővítőhelyet is kapott, amely az LC-család szabványává vált egészen 1998 elejéig. Az LC ára 2400 dollár volt.

## Technikai leírás
A bézs színű gép súlya 4 kg, magassága 740 mm, szélessége 310 mm és mélysége 389 mm volt. A LC számítógépet egymagos 16 MHz-es Motorola 68020 processzor vezérelte (L1 cache: 0,25kB), a rendszerbusz 16 MHz-en működött. Az adatokat a 40MB belső merevlemezre lehetett elmenteni. Külső adattárolási lehetőséget az 1,44-es hajlékonylemez meghajtó (floppy-drive) kínált. A gépet System 6.0.6 operációs rendszerrel szállította az Apple. A gép bemutatásakor az alapkiépítésben 2MB (100ns) memóriát tartalmazott, maximálisan 10MB (100ns) kezelésére volt képes a gyári specifikáció szerint, a bővítéshez 2 hely (slot) állt rendelkezésre. A számítógépnek nem volt saját kijelzője. A külső kijelzőt 256kB videó-memória támogatta.Videójel kimenetet egy DB–15 csatlakozó biztosított. Csatlakozók: egy ADB, két soros port, egy DB-25 SCSI-hoz, egy DB-19 a hajlékonylemez meghajtónak, egy 3,5 mm-es jack audió bemenet, egy 3,5 mm-es jack audió kimenet. A gép bővíthetőségét szolgálta egy LC PDS bővítőhely. Külső SCSI merevlemez csatlakoztatására is volt lehetőség.

## A számítógép adatai
A táblázat nem tartalmazza az összes műszaki paramétert. Az egyes modelleknél a bemutatáskor érvényes adatokat soroljuk fel, a későbbi frissítéseket nem. Az eszköz technikai paraméterei a MacTracker alkalmazásból származnak.
| Gép nevebemutatva kivezetve    | Méretmagasság szélesség mélység súlySzín | Processzorprocesszor órajel, mag L1 és L2 cache társprocesszor | Háttértármerevlemezkülső adathordozó | Eredeti operációs rendszer | Memóriaalap max. @sebességhely | Kijelzőmérete felbontása | Grafikakártyamemória kimenet | CsatlakozókEthernet, ADB, soros, SCSI, párhuzamos, FDD, kijelző, hang be/ki, belső mikrofon, hangszóró                  | Bővíthetőségkártyahelybelső öbölkülső csatlakozó |
| ------------------------------ | ---------------------------------------- | -------------------------------------------------------------- | ------------------------------------ | -------------------------- | ------------------------------ | ------------------------ | ---------------------------- | --- | ------------------------------------------------ |
| LC1990 okt. 15. 1992 márc. 23. | 740 mm 310 mm 389 mm 4 kg bézs           | Motorola 68020 @16 MHz és 1 mag L1 0,25kB,                     | 40MB HDD 1,44 floppy                 | System 6.0.6               | 2MB max: 10MB @100ns2 hely     | nincs kijelző            | 256kB 1 DB–15                | * 1 ADB * 2 soros * 1 D–25 (SCSI) * 1 DB–19 külső FDD * 1 3,5 jack audió be * 1 3,5 jack audió ki * beépített hangszóró | * 1 LC PDS* SCSI (külső)                         |

## Macintosh LC számítógépek az időben
| A Macintosh LC számítógépek idővonalon |
| --- |
| A színek kezdete a bemutató időpontja, a forgalmazás több esetben is hónapokkal később kezdődött. Megeshet, hogy egy csík végét kitakarja egy másik csík eleje. Előfordul, hogy a gyártás befejezését követően még egy ideig forgalomban marad a gép adott verziója. |